# ビュゼ
ビュゼ（仏: Buzet）は、ビュゼ＝シュル＝バイズを生産地とするワインである。
県内の27ヶ村、1800haの畑でぶどうが栽培されている。1973年にAOCに指定されている。
赤ワインと白ワイン、ごく少量のロゼワインが作られているが、赤が圧倒的に多い。許可されているぶどう品種は、赤がカベルネ・ソーヴィニョン、メルロー、カベルネ・フラン、マルベック、白はセミヨン、ソーヴィニョン・ブラン、ミュスカデルと、ボルドーと全く同じものである。
味わいはボルドーのものによく似ており、かなり評価の高いものもある。価格の安いものでも、同じ程度の価格のACボルドーよりは重厚で、コスト・パフォーマンスの高いものが多い。
ディアムボディーである。やや大味なものも多い。